# Privateering Tour
De Privateering Tour is een tournee van de Schotse gitarist en zanger Mark Knopfler, gehouden in 2013. De tournee bestond uit 70 concerten in Europa 5 in de Verenigde Staten. De tournee begon op 25 april in Boedapest en eindigde op 27 oktober in Oakland. Mark Knopfler stond twee keer in Nederland: 14 mei in het Ziggo Dome in Amsterdam en 7 juni in de IJsselhallen in Zwolle.
De band van Mark Knopfler tijdens deze tournee bestond uit Guy Fletcher (toetsen), Richard Bennett (gitaar), Ian Thomas (drums), Glenn Worf (basgitaar), Jim Cox (toetsen), John McCusker (viool en fluit) en Michael McGoldrick (fluit en Uilleann pipes). Sommige concerten speelden ook Ruth Moody (gitaar, zang) en Nigel Hitchcock (saxofoon) mee.

## Programma
Mark Knopfler staat er om bekend dat hij bijna elke avond andere nummers speelt, zo ook deze tournee.
1. What It Is
2. Corned Beef City
3. Privateering
4. Father and Son
5. Hill Farmer's Blues
6. I Dug Up a Diamond
7. I Used to Could
8. Romeo and Juliet
9. Song for Sonny Liston
10. Haul Away
11. Postcards from Paraguay
12. Marbletown
13. Speedway at Nazareth
14. Telegraph Road
15. So Far Away
16. Going Home: Theme of the Local Hero

Overige gespeelde nummers:
Dire Straits:
- Brothers in Arms
- Sultans of Swing

Solomateriaal:
- 5:15 AM
- Back To Tupelo
- Cleaning My Gun
- Dream of the Drowned Submariner
- Done With Bonaparte
- Gator Blood
- Kingdom of Gold
- Miss You Blues
- Our Shangri-La
- Piper to the End
- Prairie Wedding
- Seattle
- Yon Two Crows